# Kano (gruppo musicale)
Kano è stato un progetto musicale dance italiano nato nel 1979 dai produttori Luciano Ninzatti, Stefano Pulga e Matteo Bonsanto.
È conosciuto per essere tra i pionieri del genere diventato in seguito italo disco, un misto di disco music e funk con l'aggiunta di sintetizzatori.

## Storia
Il suono rivoluzionario del progetto debuttò sulle radio e nelle discoteche con il loro primo singolo, I'm ready pubblicato da Emergency Records nel 1980, tratto dall'album omonimo che conteneva anche gli altri singoli It's a War e la strumentale Cosmic Voyager. I'm Ready non solo segnò l'inizio del filone italo disco, ma fu un punto di partenza anche per il movimento hip hop, in quanto I'm Ready divenne subito un classico nella break dance, giungendo fino al 21º posto nella classifica singoli black statunitense.
A partire dal secondo album New York Cake le parti vocali verranno affidate al cantante Glen White; lo stesso Glen verrà spesso identificato col nome Kano.
Nel 1983 il singolo Another Life riscosse molti consensi anche in Svizzera e in Germania.  Dopo la pubblicazione dell'album omonimo, l'ultima produzione sarà il singolo Queen of Witches, brano incluso in una raccolta del 1984. Nel 1990 l'etichetta canadese UNIDISC realizzerà una doppia raccolta in vinile (e versione a singolo cd con track-list modificata) dei brani più interessanti del repertorio tratto dai tre dischi della band, più il singolo del 1984.
Dopo una pausa durata vent'anni, il nome Kano ritorna nel 2005 con alcune produzioni legate al filone electro-dance, pubblicate attraverso la propria etichetta discografica indipendente Fulltime. Nel 2006 ritorna con il nuovo inedito We Are Ready (nuova versione di I'm Ready).
Nel 2021, a quasi quarant'anni di distanza dal precedente, è stato pubblicato il quarto album in studio legato al progetto "Kano", intitolato No Cents... Go Funky! e pubblicato dalle etichette discografiche Fulltime Production e Goodymusic Production.
Diversi anni dopo, nel 2022, è stata realizzata una versione rinnovata del loro brano più noto, It's a War, con la collaborazione del dj tedesco Purple Disco Machine.

## Formazione
- Glen White - voce (dal secondo album)
- Stefano Pulga - tastiere
- Luciano Ninzatti - chitarre

## . 1979 - Billy Moore - Go Dance

### Album in studio
- 1980 - Kano
- 1981 - New York Cake
- 1983 - Another Life
- 2021 - No Cents... Go Funky!

### Raccolte
- 1990 - Greatest Hits
- 2020 - Greatest Hits II

### EP
- 2022 - It's a War (Purple Disco Machine & Lorenz Rhode remix)
- 2023 - Turn It Up

### Singoli
- 1980 - I'm Ready
- 1980 - It's a War
- 1980 - Now Baby Now
- 1980 - Ahjia
- 1980 - Cosmic Voyager
- 1981 - Baby Not Tonight
- 1981 - Don't Try to Stop Me
- 1982 - Can't Hold Back (Your Lovin')
- 1983 - Another Life
- 1983 - I Need Love
- 1983 - China Star
- 1983 - Ikeya Seki
- 1983 - Queen of Witches
- 1984 - This Is the Night
- 1991 - Another Life (Remix '91)
- 1999 - Another Life 2000
- 2006 - We Are Ready
- 2022 - It's a War (Purple Disco Machine & Lorenz Rhode remix)